# Robert Stephenson and Company
Robert Stephenson and Company era una fabbrica di locomotive a vapore del Regno Unito fondata nel 1823. Fu la prima fabbrica nata appositamente per produrre locomotive ferroviarie.

## Storia

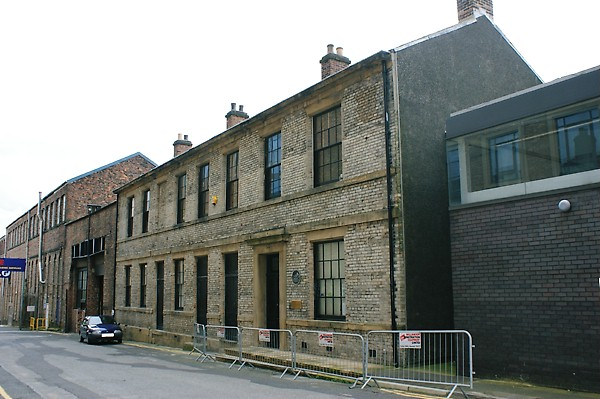
Stabilimenti di South Street, a Newcastle

La società fu costituita nel 1823 in Forth Street, a Newcastle-upon-Tyne da George Stephenson, suo figlio Robert, Edward Pease e Michael Longridge, quest'ultimo proprietario delle officine siderurgiche di Bedlington. Fu la costruzione della Stockton and Darlington Railway a promuovere l'iniziativa di costruire una fabbrica adatta allo scopo.
La prima locomotiva che uscì dalla fabbrica fu la Locomotion No 1 che inaugurò la ferrovia Stockton and Darlington. Seguirono altre tre macchine denominate   Hope, Black Diamond e Diligence. L'andamento "ballonzolante" di tutte e quattro le locomotive, determinato dal montaggio verticale dei cilindri motori indusse Stephenson, nel 1828, a costruire la "Experiment" a cilindri inclinati assicurando così una migliore stabilità di marcia alla locomotiva. La macchine prodotte erano a due assi di cui uno motore e uno portante. Presto si dovette studiare un rodiggio più sicuro ai fini dell'esercizio e vide la luce la Victory, di rodiggio 1-1-1. Nello stesso periodo vennero costruite due locomotive per gli Stati Uniti d'America: la prima a due assi accoppiati venne denominata America e costruita per la Delaware and Hudson Railroad. La seconda, a tre assi accoppiati, denominata Whistler fu costruita nel 1833 per conto della Boston and Providence Rail Road.

### L'innovativa Rocket

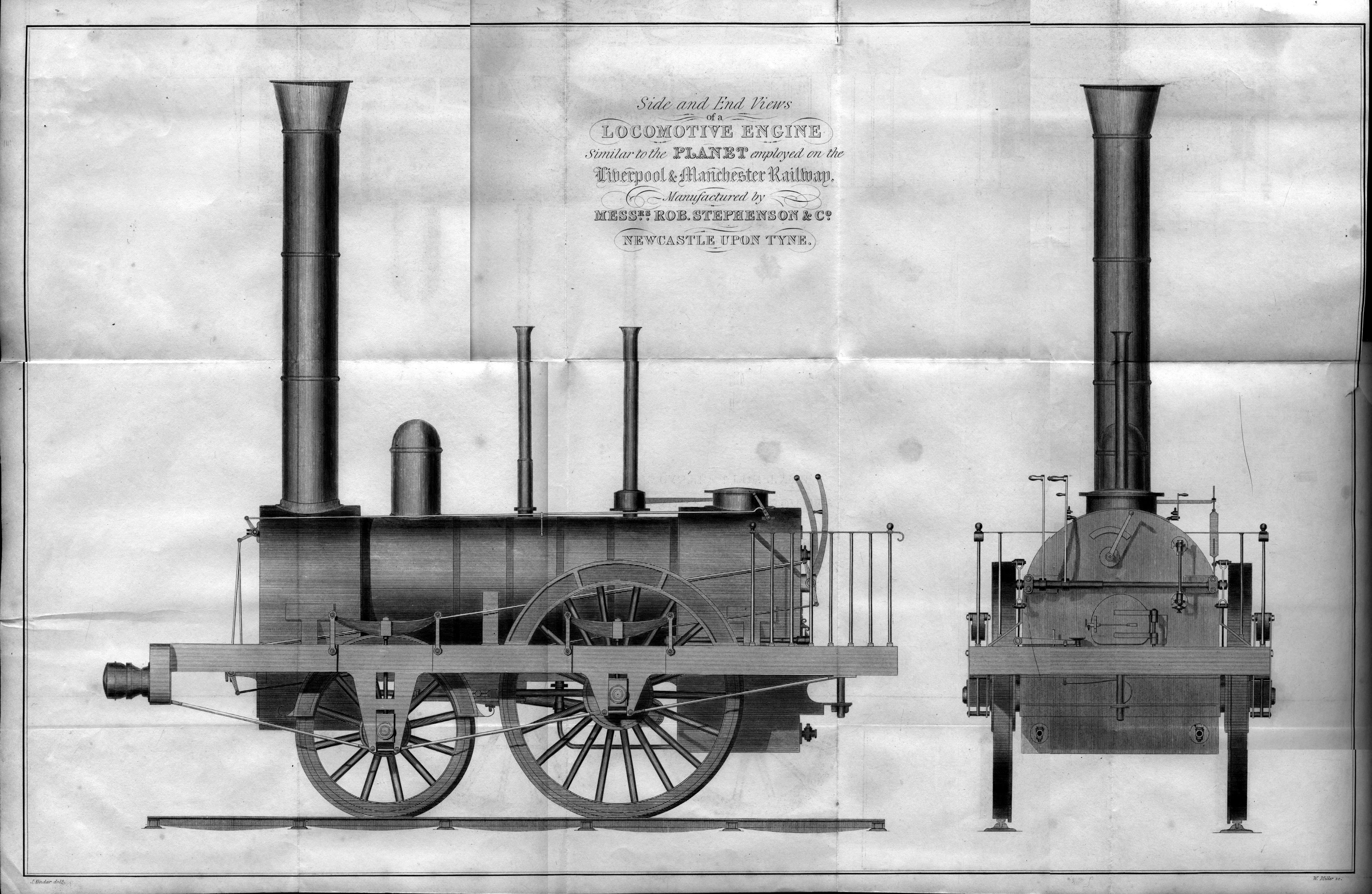
Locomotiva tipo Planet, a cilindri interni

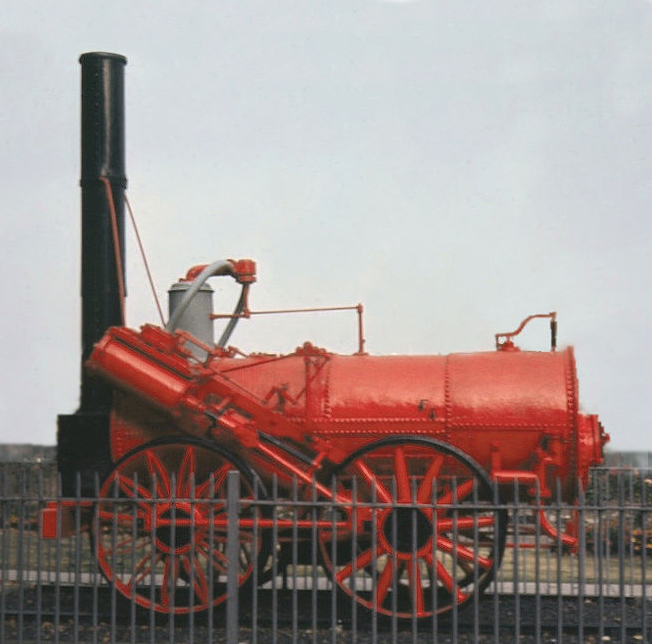
Locomotiva Invicta a cilindri inclinati della Canterbury and Whitstable Railway

Nell'ottobre del 1829 la locomotiva Rocket vinse il Rainhill Trials. La locomotiva aveva due caratteristiche importanti, la caldaia a tubi multipli e il forno separato. I cilindri motori, inizialmente montati inclinati vennero poi spostati in posizione orizzontale. La ventesima locomotiva, la Invicta fu costruita per la Canterbury and Whitstable Railway; i suoi cilindri erano inclinati ma si muovevano in direzione opposta. Nel 1830 fu prodotta la serie Planet a cilindri interni seguita dalla Patentee che aggiunse al rodiggio un asse portante per estendere la caldaia in lunghezza e ottenere una maggiore stabilità di marcia. Il rodiggio 1-1-1 divenne lo standard dell'epoca per molti costruttori di locomotive.
L'aumento delle percorrenze dei treni determinò la necessità di costruire caldaie più lunghe; inizialmente vennero montate su carri di rodiggio 1-1-1 ma, nel 1844, Stephenson preferì optare per un rodiggio 2-1-0 con i cilindri montati tra le ruote portanti. Nel 1846 venne aggiunto un ulteriore asse portante. Nel 1842 era stata introdotta la distribuzione Stephenson.

### L'esperimento Crampton
La Robert Stephenson and Company costruì anche un lotto di locomotive Crampton per la South Eastern Railway e per la London, Chatham and Dover Railway. Il loro rodiggio era 2-1-0 a cilindri interni. Le macchine non ebbero un buon risultato nella LCDR e cinque di esse vennero ricostruite come locomotive tradizionali dopo appena quattro anni.

## Costruzioni ferroviarie in patria e all'estero
La compagnia di Robert Stephenson si impegnò nella costruzione di intere ferrovie in varie parti del mondo.
Nel 1851 'Abbās I d'Egitto contattò Robert Stephenson per la costruzione della prima ferrovia in Egitto;   la Alessandria-Kafr el-Zayyat venne aperta nel 1854 e fu la prima ferrovia dell'Impero Ottomano. La Kafr el-Zayyat - Cairo aprì nel 1856 giungendo a Suez nel 1858.
Dal 1899 in poi vennero prodotte circa 3 000 locomotive; nel 1902 la società venne riorganizzata come Robert Stephenson and Company Limited e vennero spostati gli impianti di produzione a Darlington.
Nel 1937 la società inglobò la Hawthorn Leslie and Company formando la Robert Stephenson and Hawthorns. 
Nel 1938 vennero acquisite Kitson and Company e Manning Wardle.